# گلوریا هنری
گلوریا هنری (انگلیسی: Gloria Henry؛ (زادهٔ ۲ آوریل ۱۹۲۳ - درگذشتهٔ ٣ آوریل ٢٠٢١) هنرپیشه اهل ایالات متحده آمریکا بود.